# 아트라스콥코

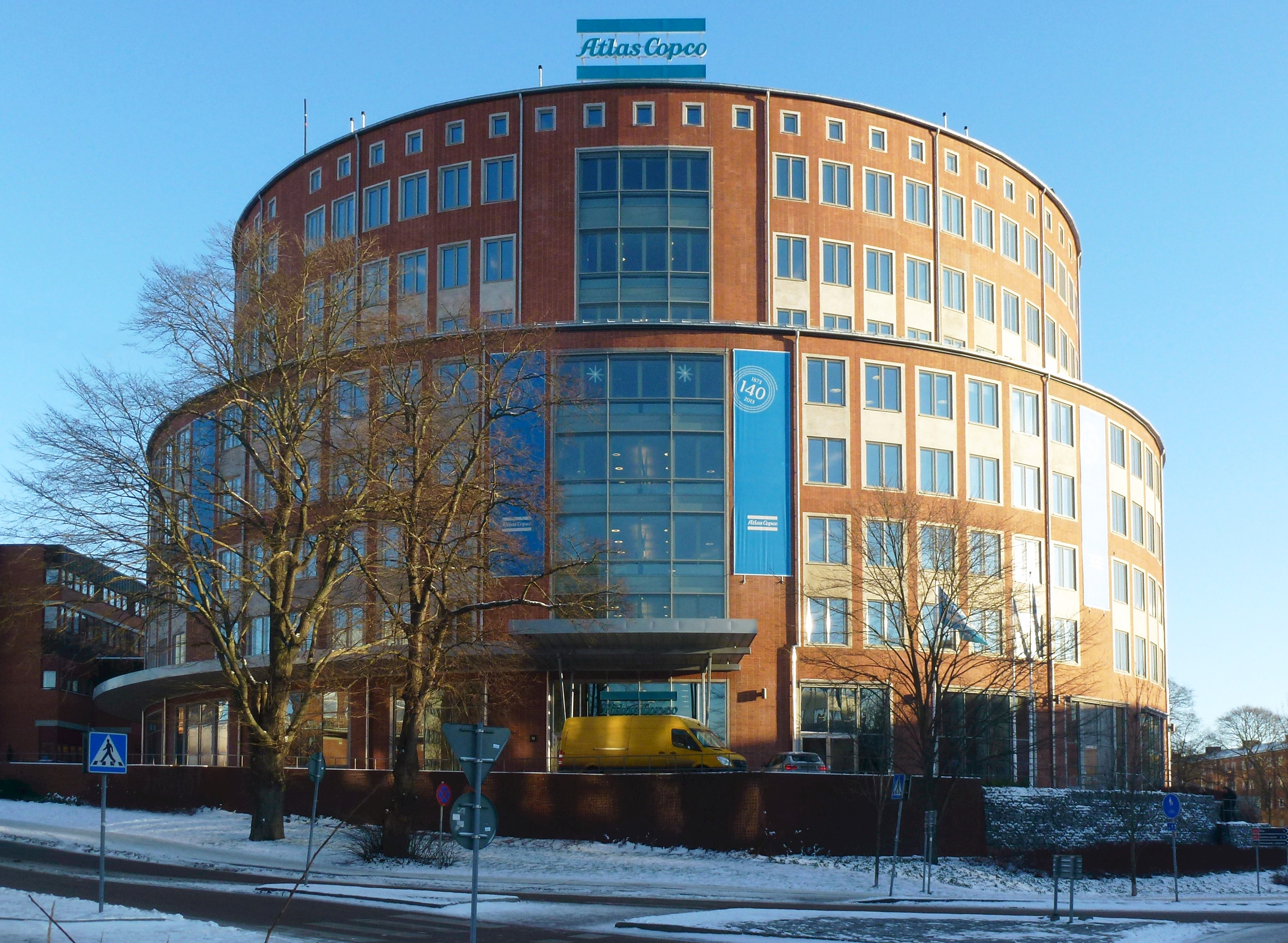

아트라스콥코(Atlas Copco)는 스웨덴의 다국적 산업 기업으로, 1873년 설립되었다. 산업 도구와 장비를 제조한다. 콥코(Copco)는 Compagnie Pneumatique Commerciale에서 비롯된 말이다.
아트라스콥코그룹은 스웨덴 Nacka에 본사를 둔 글로벌 산업 기업그룹이다. 2019년, 글로벌 총 소득은 1040억 SEK이며 당해 연말 직원 수는 약 38,774명이었다. 나스닥 스톡홀름에 상장되어 있다. 2021년 11월 기준 스웨덴 주식시장에 상장된 기업 중 시가총액 1위에 위치하고 있다. (약 70조 원.) 발렌베리 가문의 지주회사 Investor AB 산하에 있는 업체다.
산업 도구, 공기압축기(세계에서 주도적인 생산자로서), 건설 및 조립 시스템의 개발, 제조, 서비스, 렌트를 맡고 있다.